# Museet för äldre orientalisk konst, Tokyo
Museet för äldre orientalisk konst (japanska: 古代オリエント博物館?, Kodai Oriento Hakubutsukan) är ett litet privat museum i Tokyo i Japan, som är specialiserat på föremål från västra och centrala Asien. Det har en samling av grekisk-buddhistisk konst från Gandhara, samt ett antal konstverk från Palmyra och Persien.
Museet ligger i Sunshine City-byggnadskomplexet i Ikebukuro, på sjunde våningen i Kulturcentrum.

## Bildgalleri

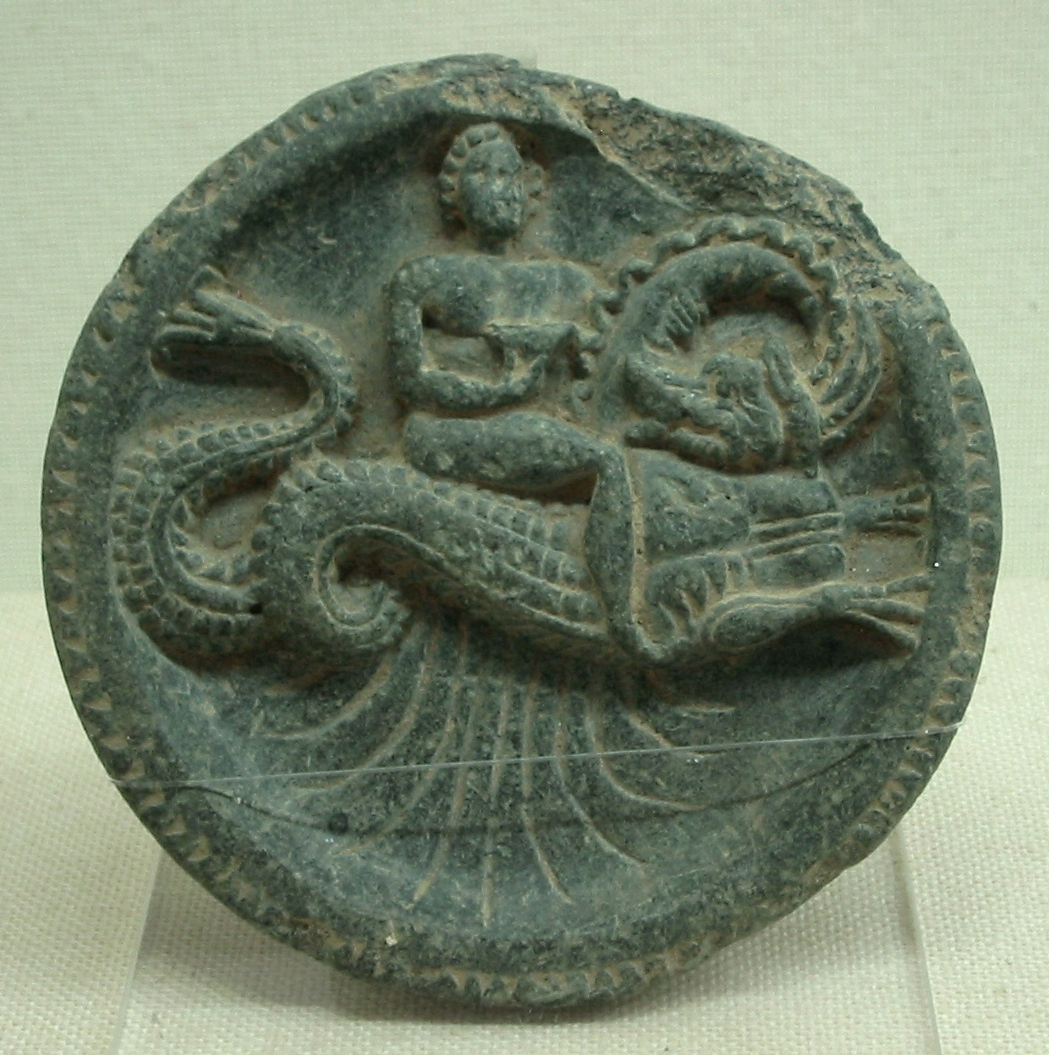
Gandhara-stenpalett
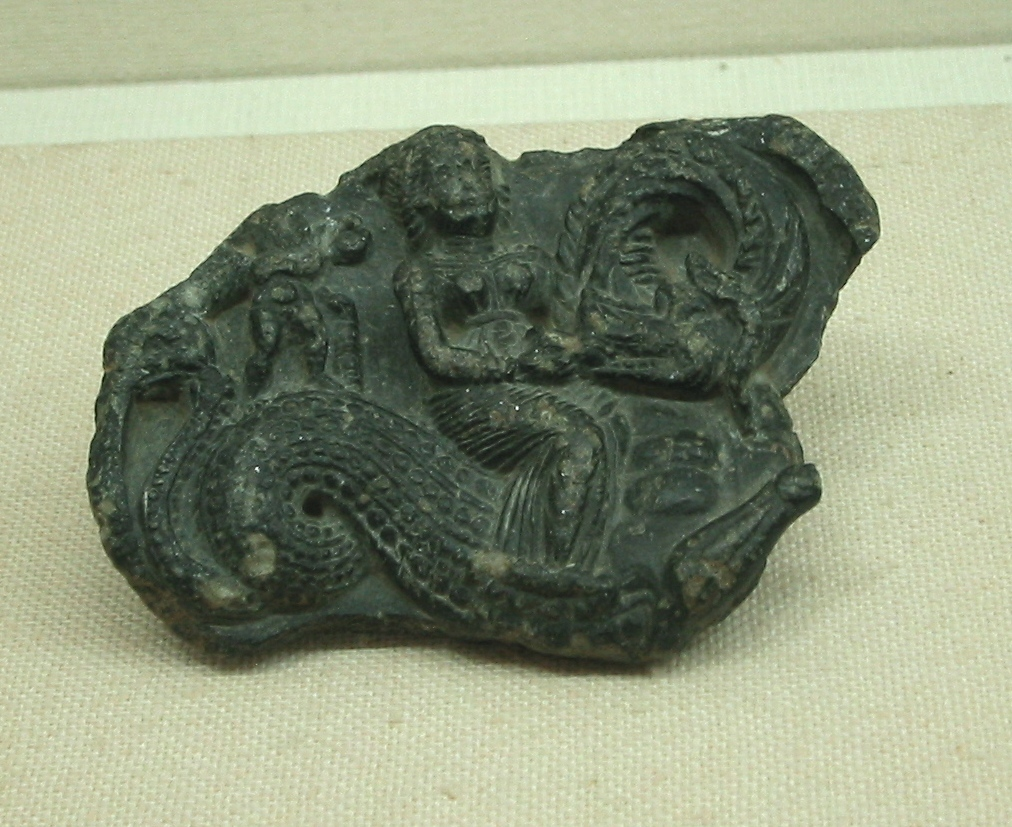
Fragment av en Gandhara-stenpalett
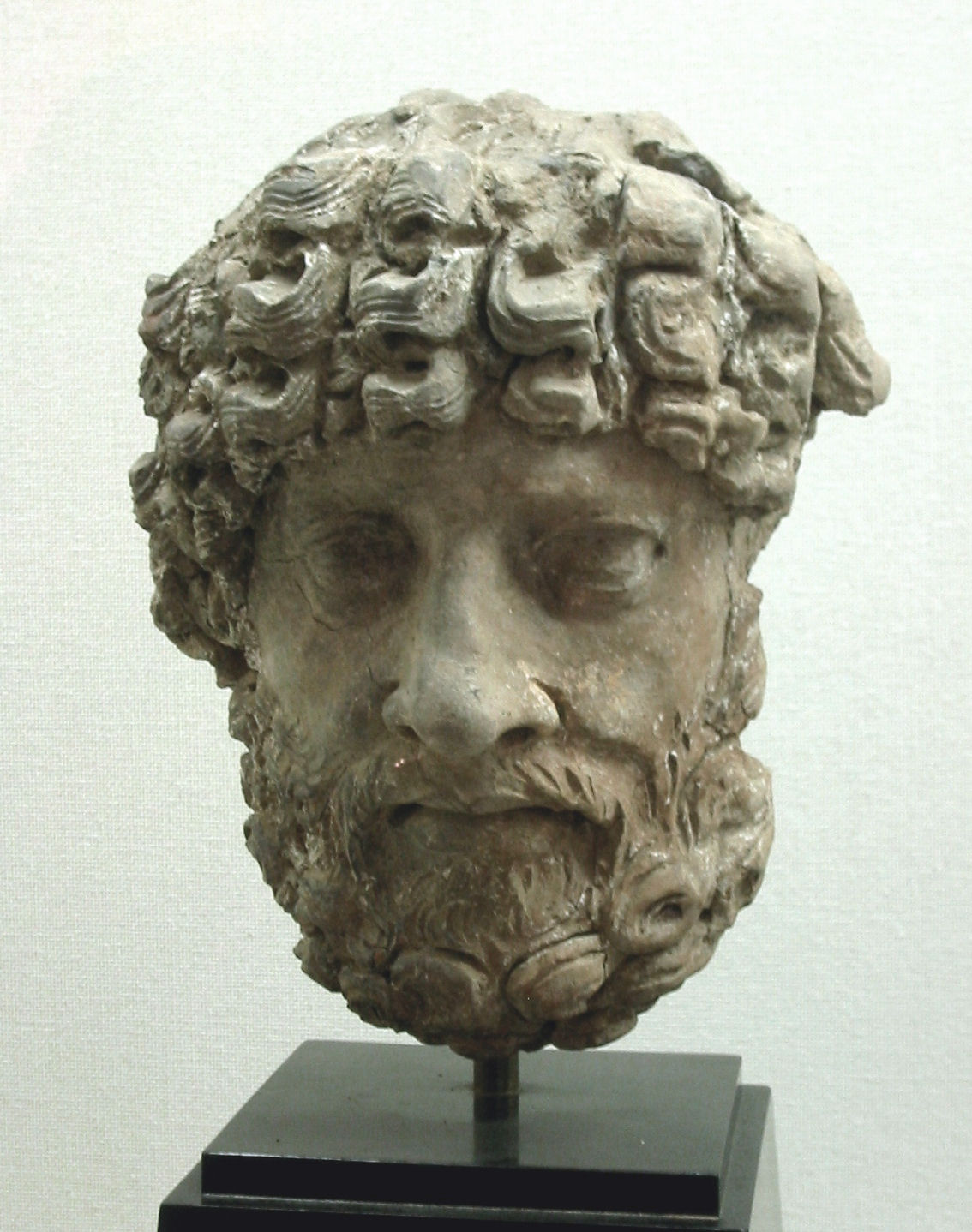
Gandhara-Poseidon
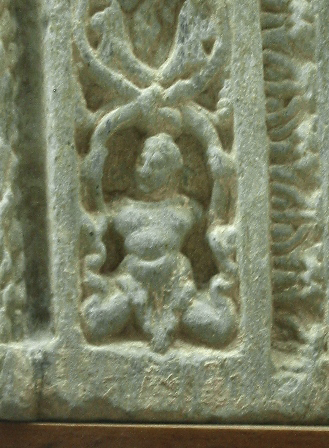
Gandhara-Triton
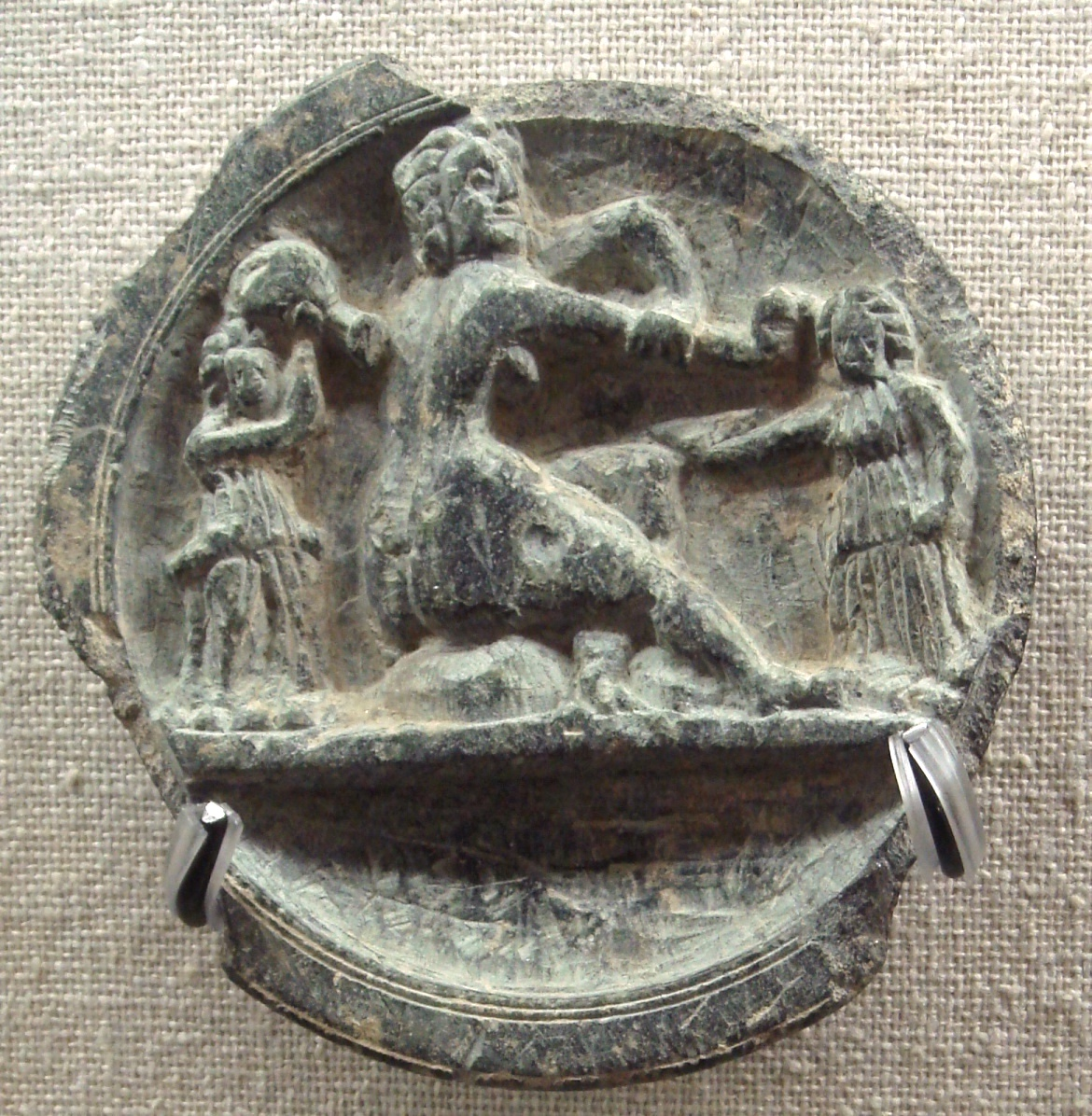
Afrodite i badet
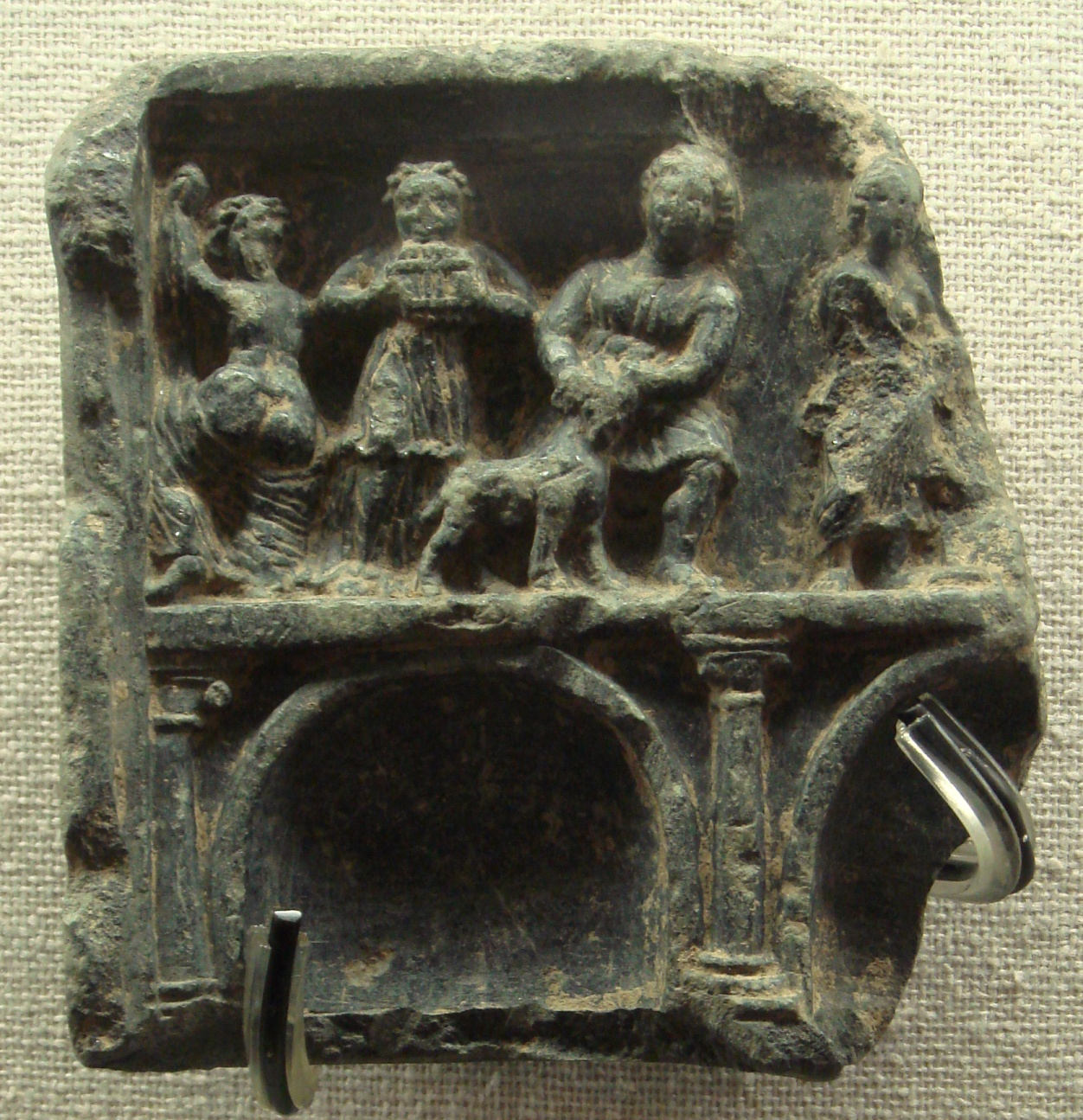
Indo-grekiska festligheter
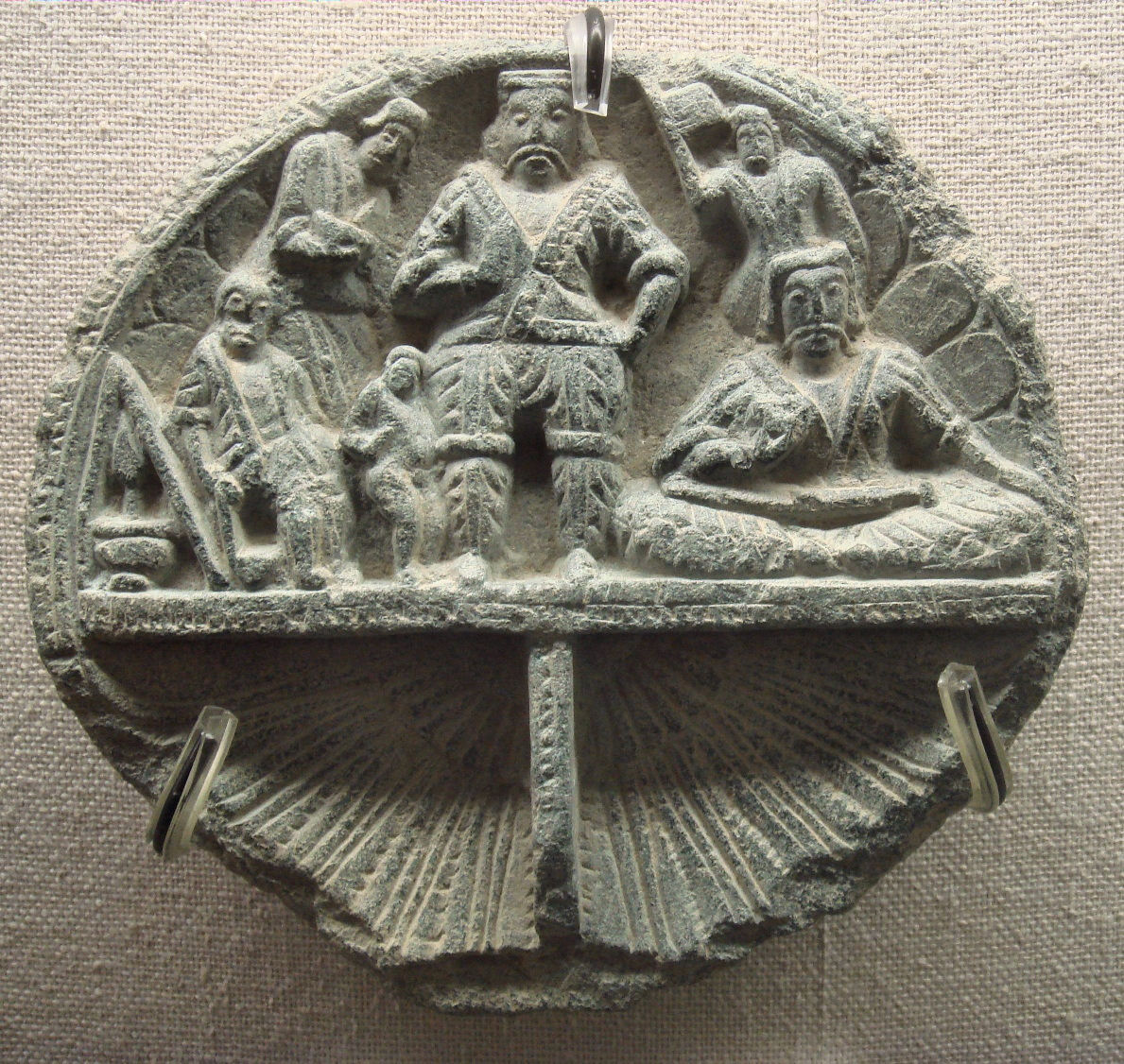
Indo-partisk kung och uppassande följe
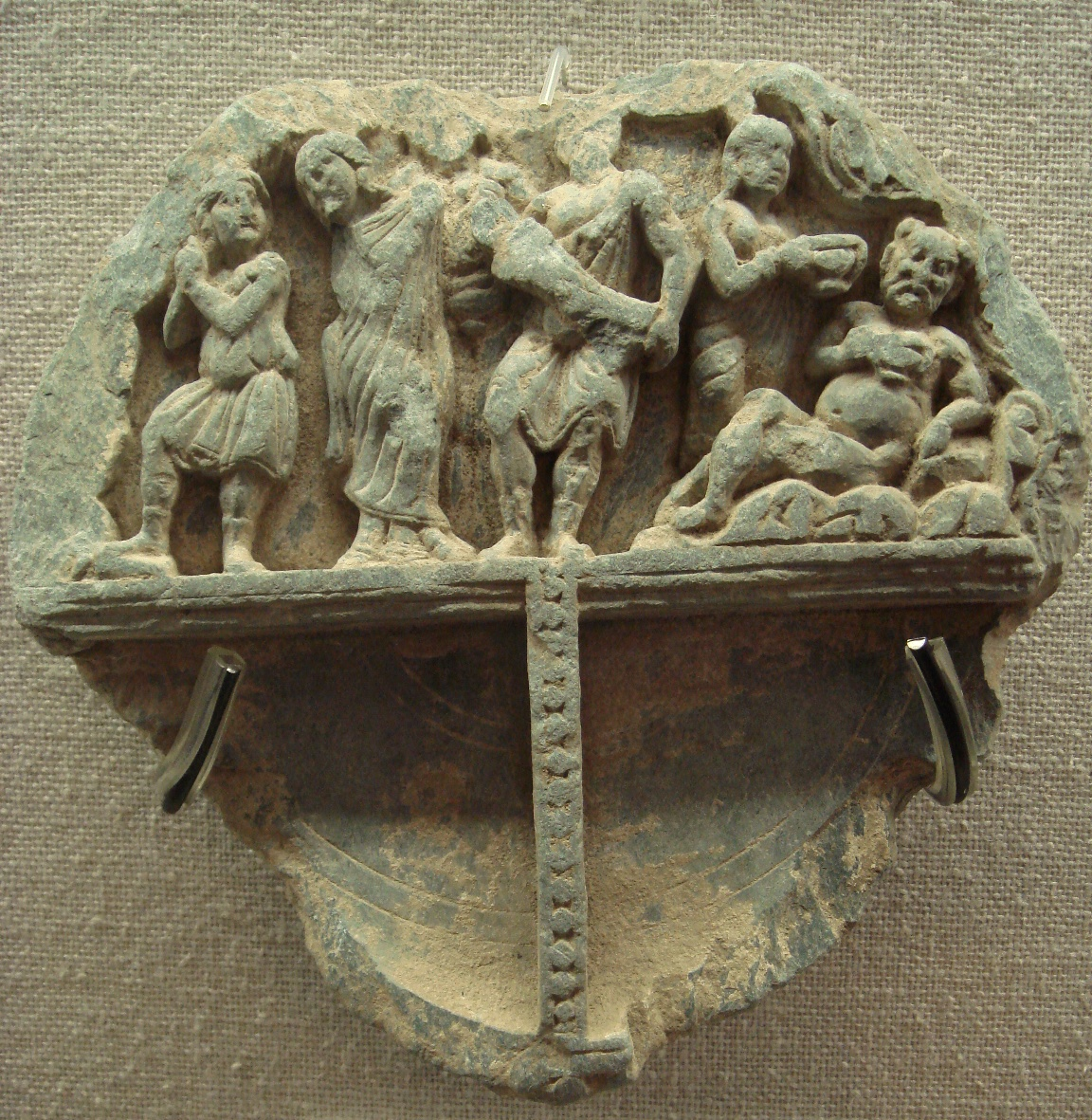
Indo-grekisk dryckesfest
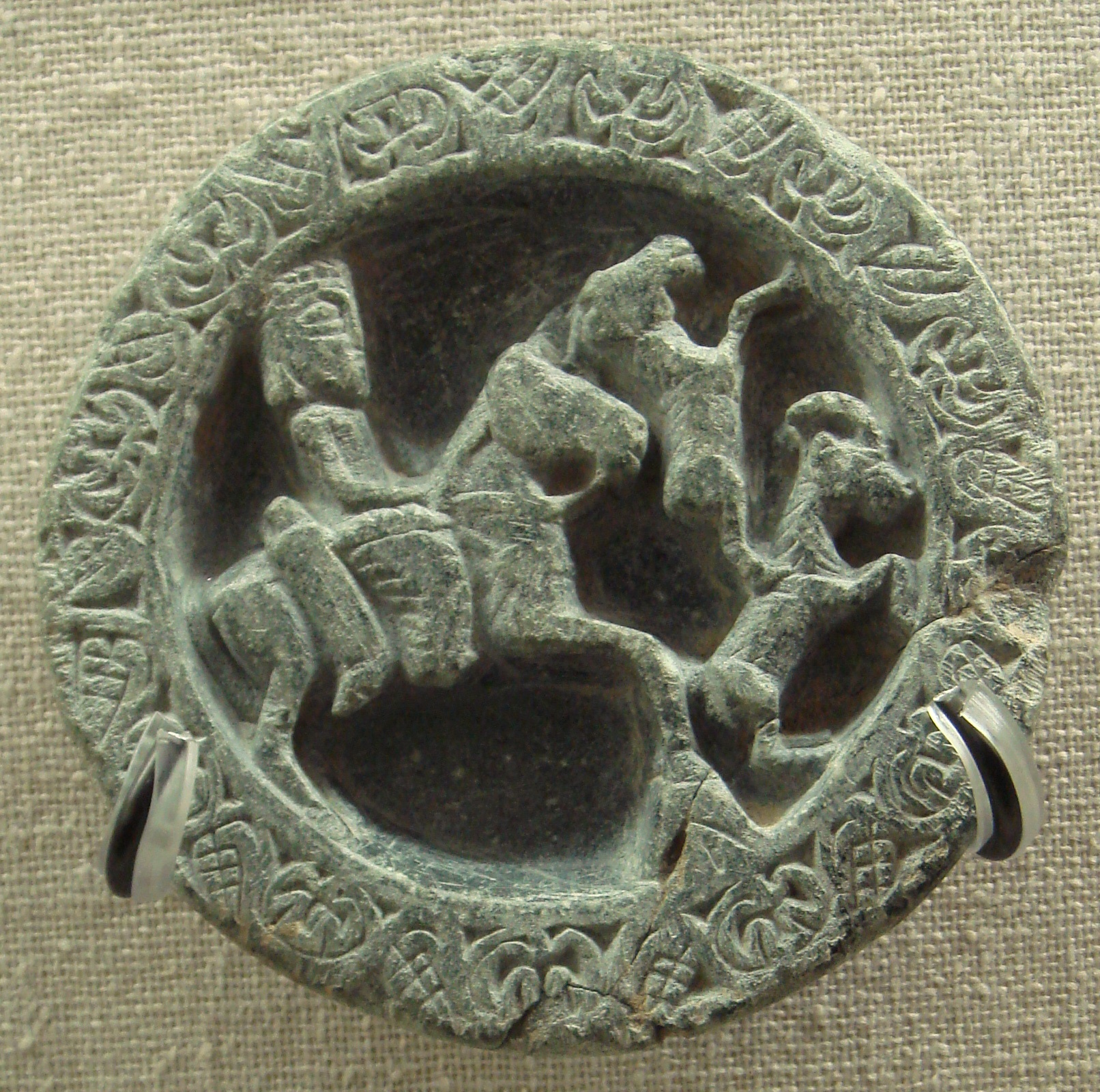
Indo-partisk jakt
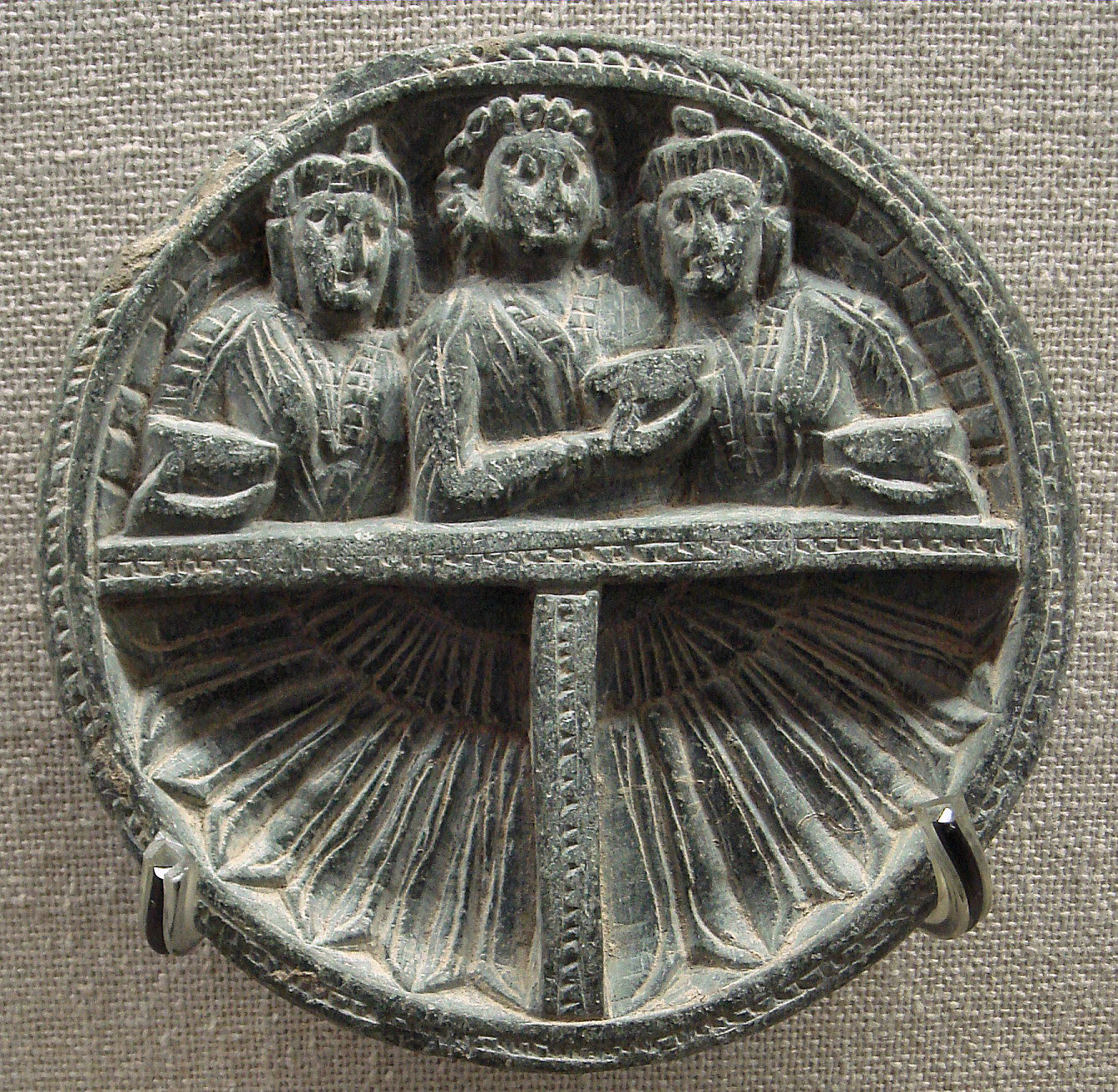
Indo-partiska dryckesbröder
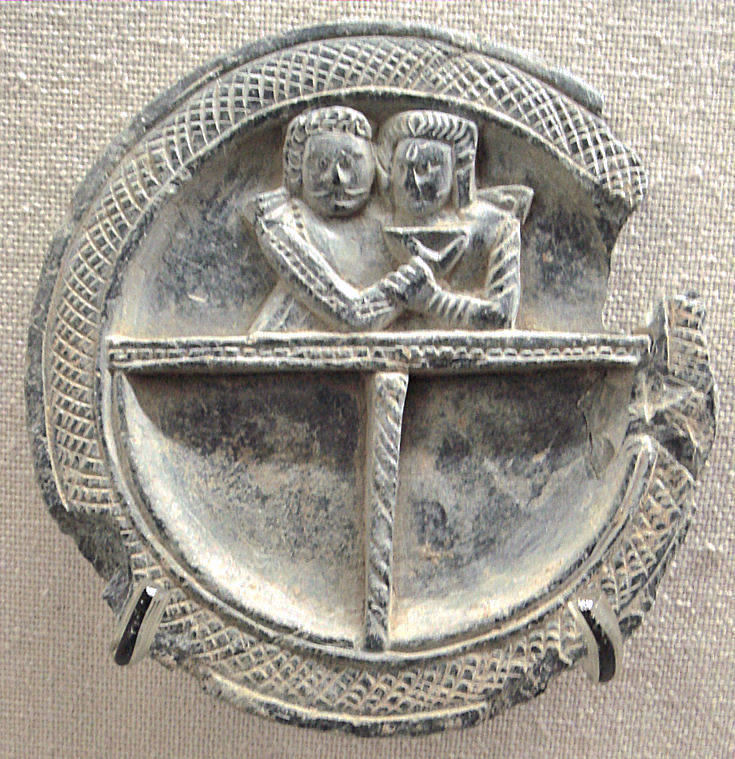
Indo-partiskt par
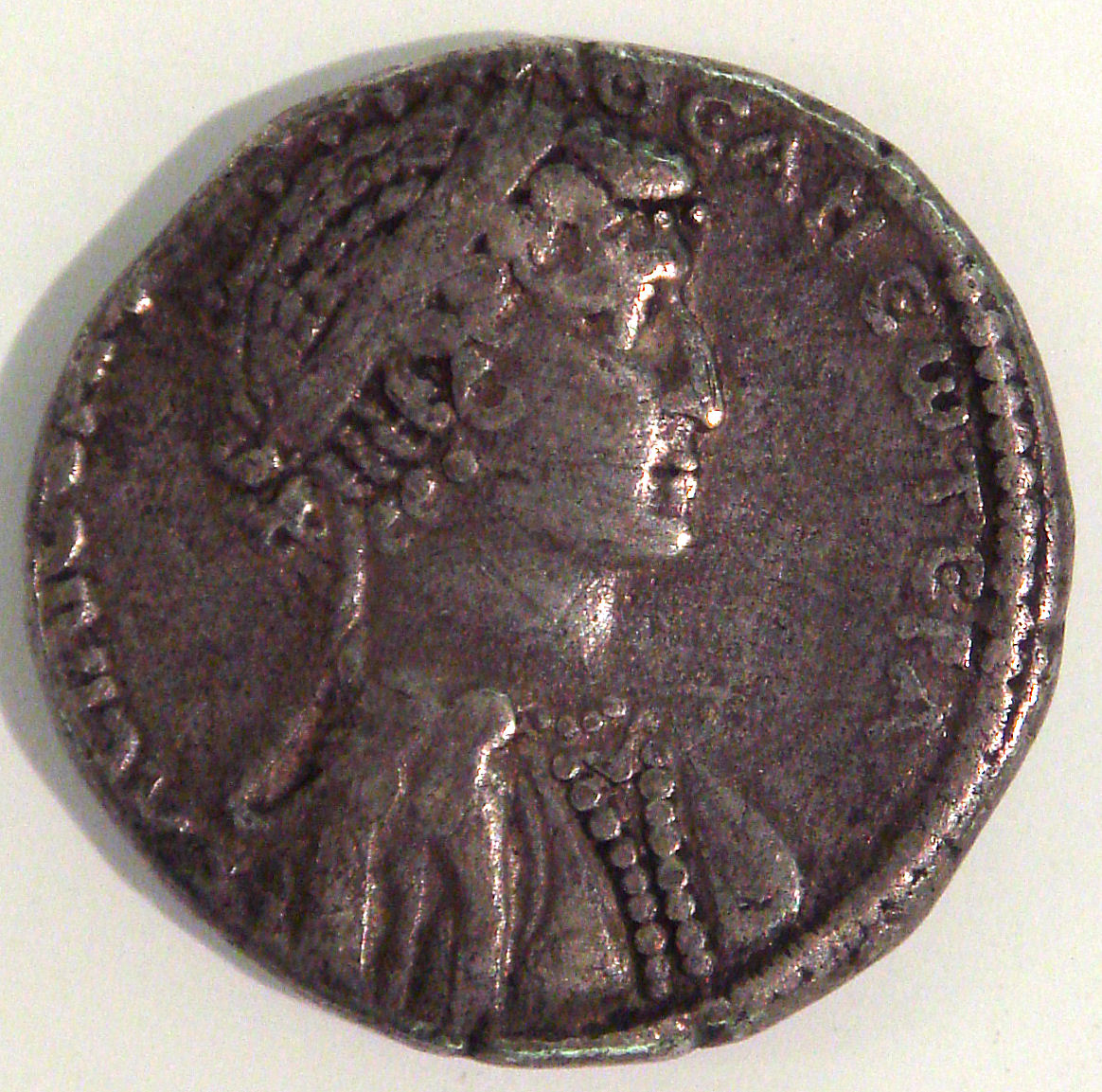
Mynt med Kleopatra VII
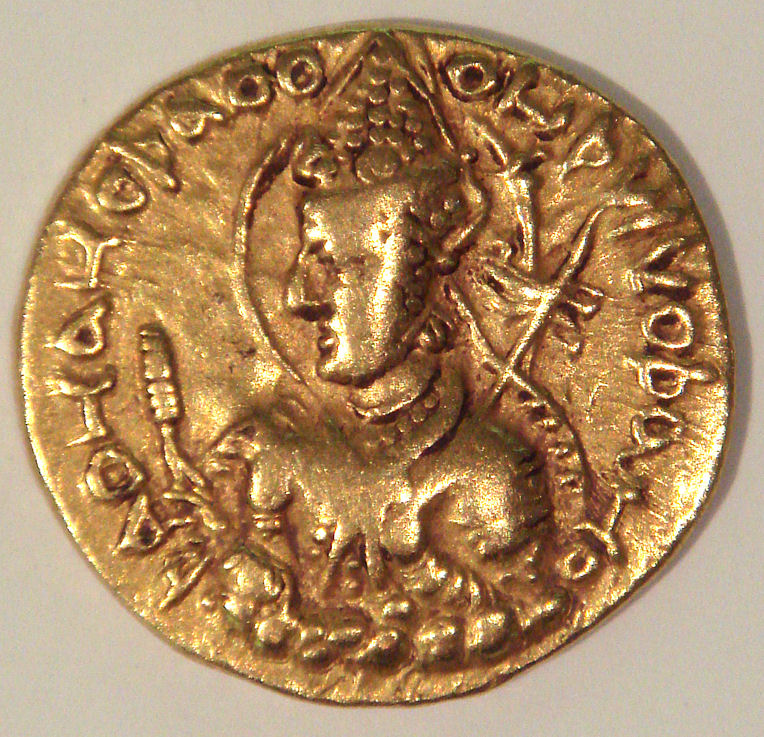
Mynt med kejsaren Huvishka
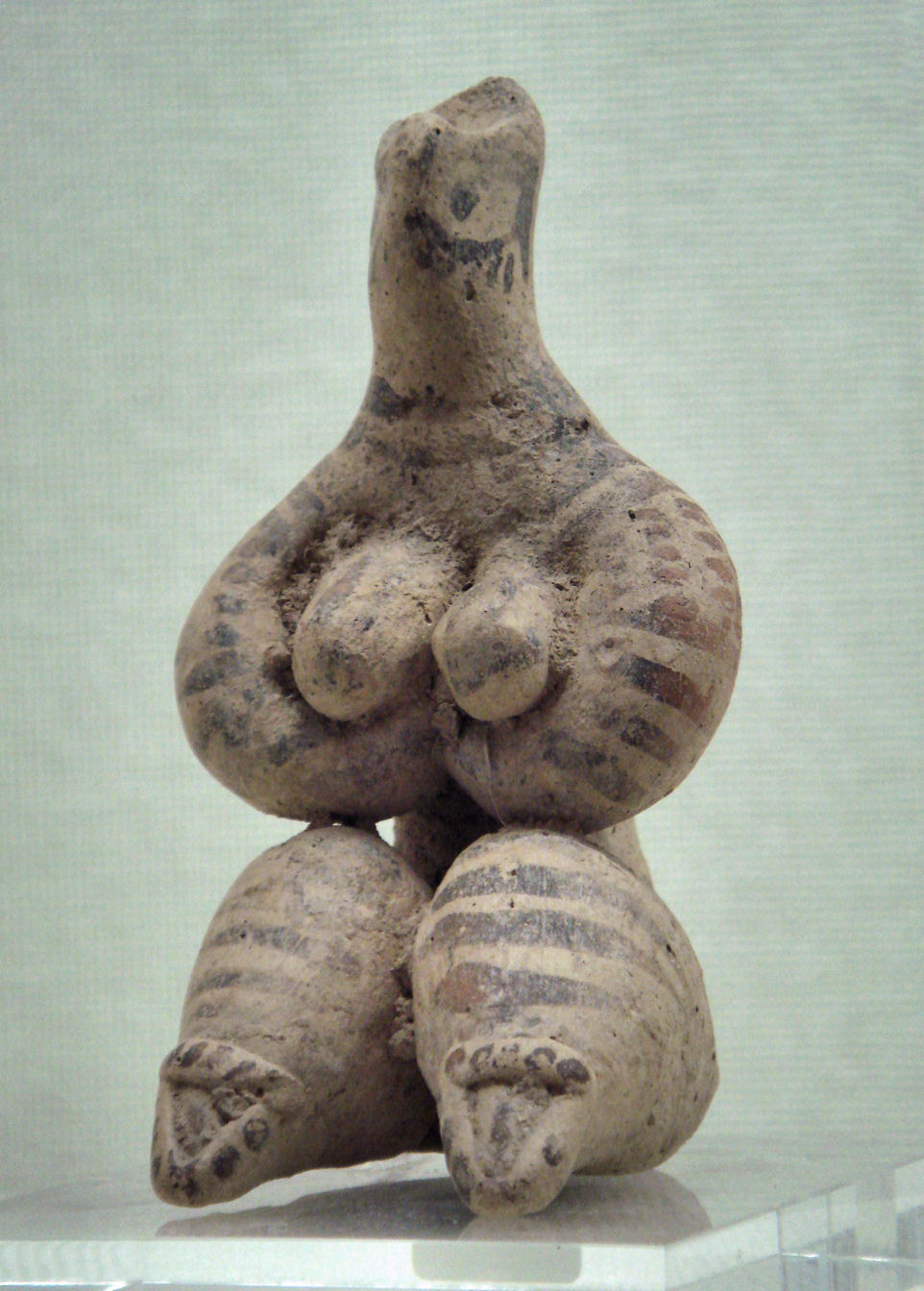
Kvinnofigur från Syrien, 5000 före Kristus